# Ofiüsinis
Els ofiüsinis (Ophiusini) són una tribu de lepidòpters ditrisis de la família dels erèbids (Erebidae), subfamília Erebinae.

## Taxonomia
La tribu Ophiusini és una de les més reeixides de les principals radiacions de la subfamília Erebinae. La tribu va ser prèviament classificada com la subtribu Ophiusina de la subfamília Catocalinae de la família Noctuidae. Estudis filogenètics han demostrat que els Ophiusini estan estretament relacionats amb la tribu Poaphilini, i aquestes dues tribus es col·loquen millor a la subfamília Erebinae de la família Erebidae.

## Gèneres
El següent generes són inclosos en la tribuː
- Artena
- Buzara
- Cerocala
- Clytie
- Dermaleipa (de vegades a Thyas)
- Dysgonia
- Euphiusa
- Grammodes
- Gnamptonyx
- Heteropalpia
- Lyncestis
- Minucia
- Ophiusa
- Prodotis (pot pertànyer a Grammodes)
- Rhabdophera
- Thyas
- Tytroca
- Zethes

## Galeria

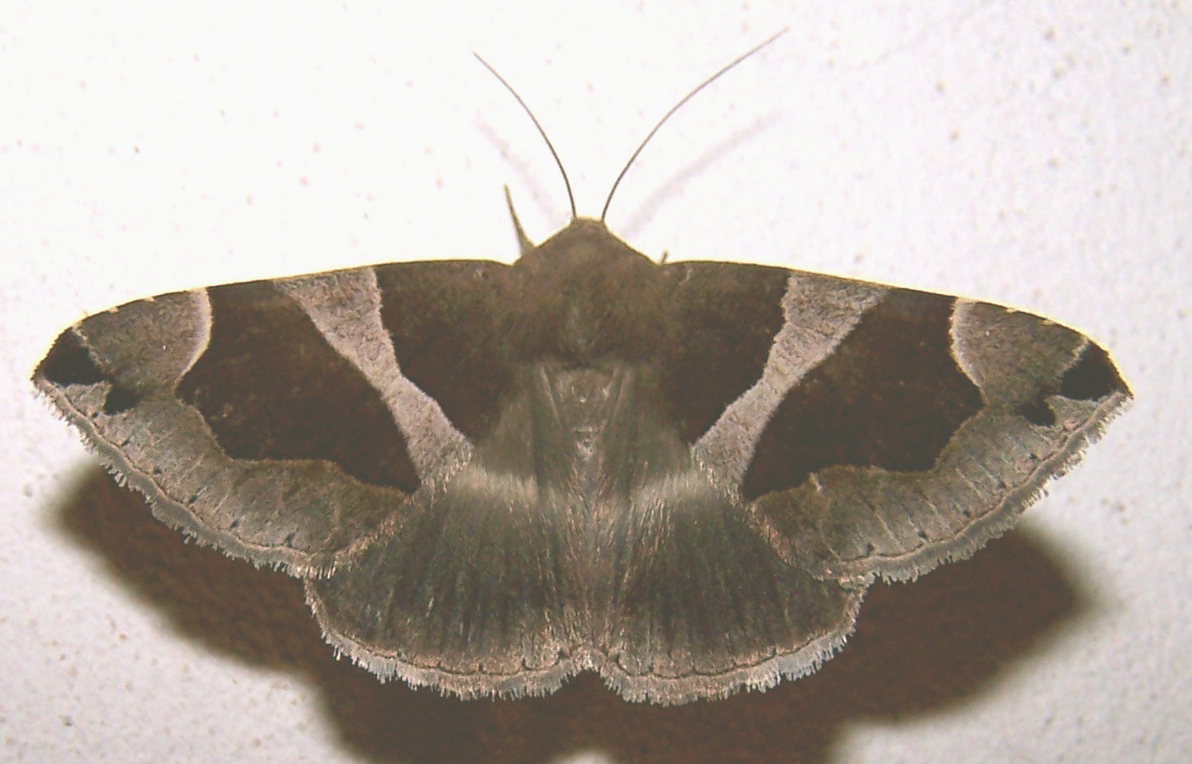
Dysgonia algira
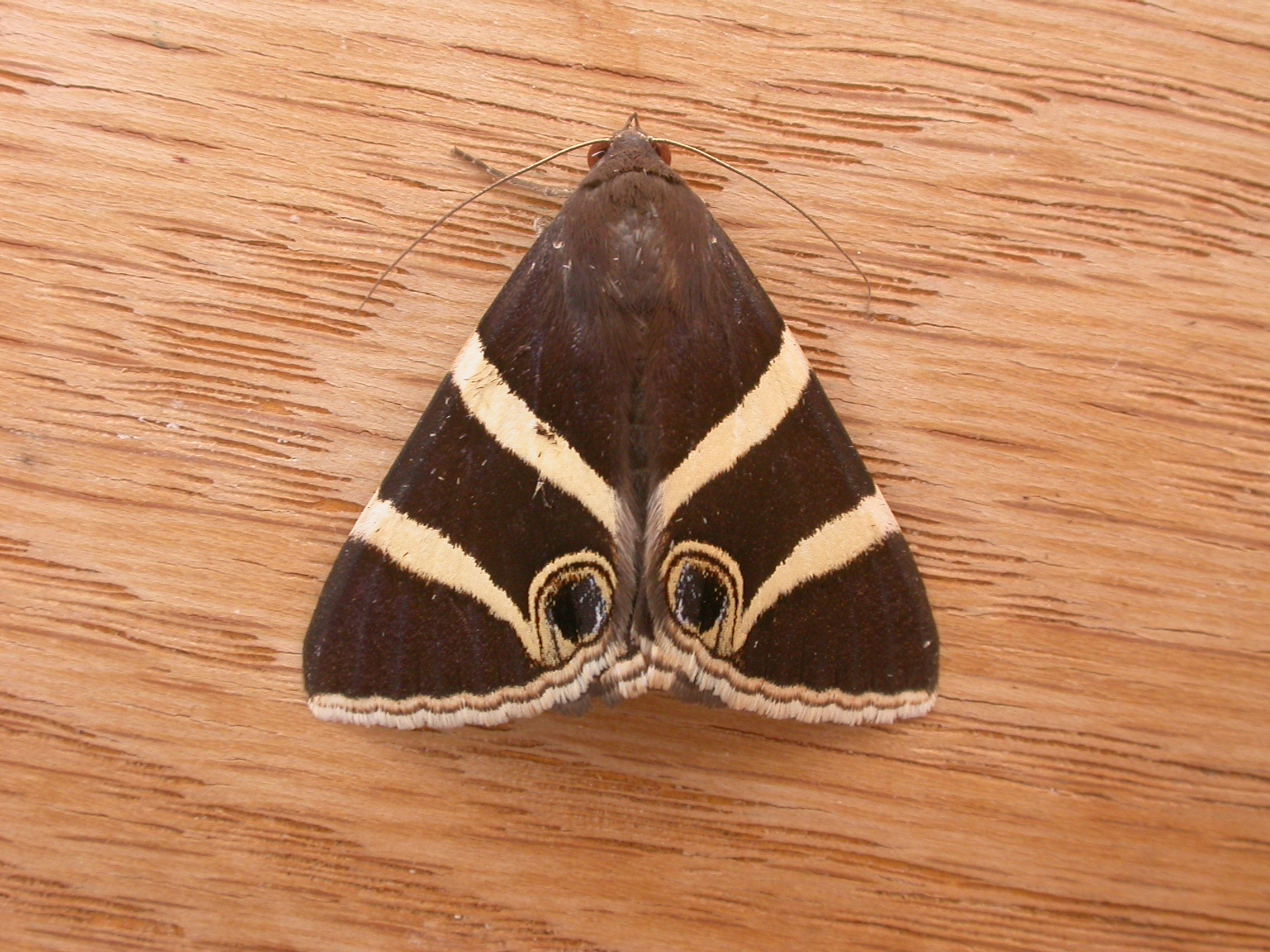
Grammodes ocellata
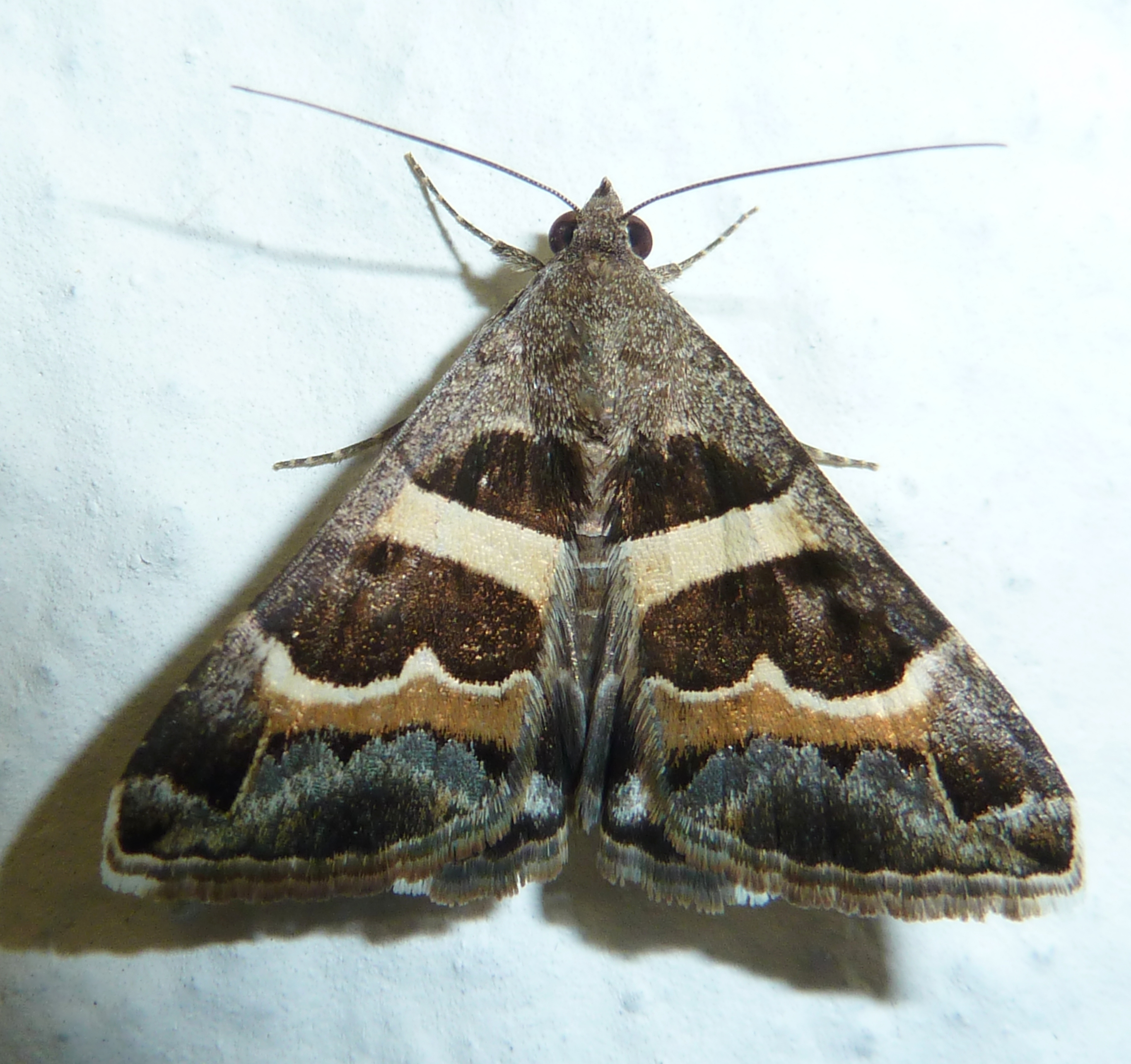
Grammodes stolida
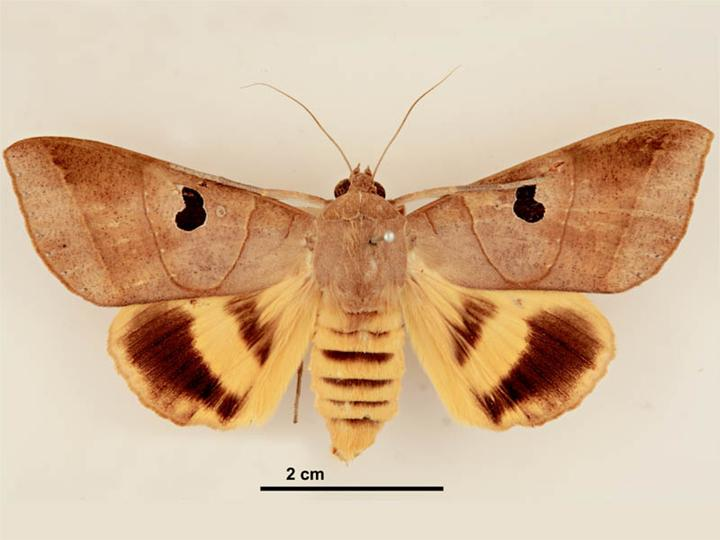
Ophiusa coronata